# Vlakvedoucí
Vlakvedoucí je v české železniční dopravě kvalifikovaný pracovník dopravce, který v některých vlacích řídí a vykonává práce související s přepravou osob, zavazadel nebo nákladu. V malých osobních vlacích je tato funkce často sloučena s funkcí průvodčího, případně i strojvedoucího. Činnost vlakvedoucího nákladního vlaku se značně liší od činnosti vlakvedoucího v osobním vlaku. V osobních vlacích je vlakvedoucí (nebo jeden z více vlakvedoucích) vedoucím vlakové čety a jsou mu podřízeni průvodčí a vlakoví manipulanti, zpravidla též sám vykonává činnost průvodčího buď v části vlaku, nebo v celém vlaku, není-li v něm další průvodčí.
Vlakvedoucí zpravidla připravuje podklady pro jízdu vlaku (např. brzdné údaje na základě zatížení vlaku), doprovází vlak, vede dokumentaci o vlaku (vozech) a nákladu (zavazadlech, spěšninách) a řídí nakládku a vykládku. Koordinuje práci průvodčích a návěstmi komunikuje s výpravčím, případně též strojvedoucím. K práci vlakvedoucího patří též činnosti při jednoduchém posunu vlaků, obsluha výhybek a zámků jejich výměn atd. Podrobněji vymezují činnost vlakvedoucího provozní předpisy příslušné dráhy. Obvykle je vyžadováno nejméně střední odborné vzdělání bez maturity a absolvování speciálního několikaměsíčního kursu.
U jiných dopravců než Českých drah mohou být funkce vymezeny jinak, v některých jazycích či zemích je pro funkce vlakvedoucího i průvodčího shodný název (např. analogie českého synonyma konduktér) a vlakvedoucí je v případě potřeby rozlišen jako hlavní konduktér (chief guard, chief conductor).
V tramvajové dopravě je podle místních provozních předpisů vedoucím vlakové čety obvykle řidič. V minulosti to především znamenalo, že mu jsou podřízeni průvodčí ve všech vozech soupravy, v současné době nachází ustanovení uplatnění například při sunutí nebo vlečení neprovozního vozu obsazeného brzdařem nebo poučeným pracovníkem, který řidiči signalizuje volnost cesty. V kombinovaném sunoucím a vlekoucím vlaku je vedoucím vlakové čety první řidič ve směru jízdy soupravy.